# Michałów (powiat miński)
Michałów – wieś sołecka w Polsce położona w województwie mazowieckim, w powiecie mińskim, w gminie Halinów.
W latach 1975–1998 miejscowość należała administracyjnie do województwa warszawskiego.
W Michałowie działa Teatr im. Konstantego Ildefonsa Gałczyńskiego jako oddział Domu Kultury w Okuniewie.
Wierni Kościoła rzymskokatolickiego należą do parafii św. Stanisława Kostki w Okuniewie.